# Peak Hill (Australia)
Peak Hill – miasto w Australii, w stanie Nowa Południowa Walia.